# Eurystrotos
Eurystrotos är ett släkte av mossdjur. Enligt Catalogue of Life ingår Eurystrotos i familjen Oncousoeciidae, men enligt Dyntaxa är tillhörigheten istället familjen Diastoporidae.
Kladogram enligt Catalogue of Life och Dyntaxa:
| Eurystrotos | \| \| Eurystrotos compacta \| \| \| \| \| \| Eurystrotos occulta \| \| \| \| \| \| Eurystrotos planus \| \| \| \| |
|             | \| \| Eurystrotos compacta \| \| \| \| \| \| Eurystrotos occulta \| \| \| \| \| \| Eurystrotos planus \| \| \| \| |
|             | Anguisia |
|             | |
|             | Filisparsa |
|             | |
|             | Microeciella |
|             | |
|             | Oncousoecia |
|             | |
|             | Paulella |
|             | |
|             | Proboscina |
|             | |
|             | Eurystrotos compacta                                                                                              |
|             | |
|             | Eurystrotos occulta                                                                                               |
|             | |
|             | Eurystrotos planus                                                                                                |
|             | |

|  | Eurystrotos compacta |
|  |                      |
|  | Eurystrotos occulta  |
|  |                      |
|  | Eurystrotos planus   |
|  |                      |